# Decheng
Decheng är ett stadsdistrikt och säte för stadsfullmäktige i Dezhou i Shandong-provinsen i norra Kina.
1. ↑  http://www.geohive.com/cntry/cn-37.aspx